# Richelieu (fiume)
Il Richelieu è un fiume canadese che nasce dal lago Champlain e dopo un percorso di 124 km circa verso il nord della provincia canadese del Québec sfocia nel fiume San Lorenzo a Sorel. 

## Descrizione
Il suo bacino si estende su una superficie di poco meno di 24000 km². Era noto in passato come Iroquois River e Chambly River. Esso era un percorso-chiave nel trasporto per via fluviale nel traffico interstatale fra Canada e Stati Uniti d'America, fino all'apertura della linea ferroviaria nella metà del XIX secolo.
A causa della sua posizione strategica tra Nuova Francia e Nuova Inghilterra, furono erette lungo il suo corso numerose fortezze militari. Esso costituì il percorso-chiave per molte spedizioni militari e fu scena di battaglie tra la fine del XVII e l'inizio del XVIII secolo, prima tra francesi e irochesi, poi tra francesi e inglesi, durante il regime della Nuova Francia e infine tra inglesi e americani dopo il 1760.

## Geografia
Il fiume Richelieu ha un bacino di 23720 km², compresa la superficie del lago Champlain (19925 km²) e la baia di Missisquoi (1289 km²). Di questi, 19600 si trovano negli Stati Uniti e hanno origine sui pendii occidentali delle Green Mountains e in quelle orientali dei monti Adirondack dello Stato di New York. La valle del Champlain costituisce la gran parte del bacino idrografico.
Con una lunghezza di 124 km, il fiume Richelieu ha la sua sorgente all'estremità settentrionale del lago Champlain, sul confine tra il Canada (Québec) e gli Stati Uniti (Vermont e Stato di New York). Il fiume attraversa numerose città: Lacolle, Île aux Noix, Saint-Jean-sur-Richelieu, Chambly, Beloeil, Saint-Charles-sur-Richelieu, Saint-Denis-sur-Richelieu, Saint-Ours e Sorel-Tracy ove il fiume confluisce nel San Lorenzo, a circa 40 km a nord-est di Montreal e a sud-ovest della città di Québec.
Il Richelieu è il maggior tributario sulla riva meridionale del San Lorenzo, mentre i suoi principali affluenti sono l'Acadia, il South Huron e il Lacolle. La portata massima del fiume è di 330 m3/sec. Circa il 70% della superficie del bacino è destinata a scopo agricolo.

## Storia

### Nativi americani
Prima dell'arrivo dei francesi, il fiume Richelieu era utilizzato da irochesi, uroni e algonchini.

### Esploratori francesi
Nel 1535, l'esploratore francese  Jacques Cartier scoprì la foce del fiume Richelieu durante il suo secondo viaggio nella Nuova Francia. Samuel de Champlain e la sua squadra raggiunsero la foce del fiume nel 1603. Champlain tornò al fiume nel 1608 e nel 1609, esplorandone il corso superiore fino a dove oggi sorge la città statunitense di Albany.

### Toponimia
Il fiume era una volta denominato Masoliantekw, che significa "l'acqua ove vi è quantità di cibo" in lingua Abenaki, fu denominato, all'inizio del periodo coloniale, Iroquois river, ma alcune mappe e giornali dell'epoca iniziale fanno riferimento al suo corso inferiore come Sorel River. Il suo nome è di origine francese e viene da quello del cardinale Armand-Jean du Plessis de Richelieu, Ministro di Luigi XIII di Francia, come l'omonimo forte.

### Cinque forti
Già importante via per gli irochesi, il fiume Richelieu lo divenne presto anche per i mercanti francesi. I francesi costruirono lungo il suo corso cinque forti: Fort Richelieu alla sua foce, Fort Saint Louis, detto anche Fort Chambly, a Chambly, Forte Santa Teresa e Forte San Giovanni, sul corso superiore, Forte Sant'Anna sull'isola del lago Champlain La Motte, vicino alla foce.
Nel XVII secolo i ripetuti assalti degli irochesi danneggiavano le attività dei coloni francesi in America. Furono così erette le prime postazioni militari quali il Fort Richelieu in Sorel e il Forte San Giovanni.  Quest'ultimo, eretto nel 1666, condusse alla fondazione della città di Saint-Jean, oggi Saint-Jean-sur-Richelieu. Nel XVIII secolo la regione divenne un luogo strategico sempre più bramato dagli imperi coloniali francese e britannico. Le due potenze desideravano espandere il loro territorio e controllare il commercio delle pellicce. Tra il 1819 e il 1829, gli inglesi eressero il Fort Lennox sull'Île aux Noix, un'isola sul fiume Richelieu, vicino al confine fra Canada e Stati Uniti, per prevenire possibili attacchi statunitensi dopo la guerra del 1812.
Queste fortificazioni e la fertilità del terreno attrassero coltivatori. Fu a quel tempo che la regione dell'Alto Richelieu prese il soprannome di Valle dei Forti (en: "Valley of the strongholds"; fr: Vallée des forts)
Dopo il periodo della conquista britannica della Nuova Francia nel 1759–1760, e dopo la guerra d'indipendenza americana delle tredici colonie, i militari inglesi e i lealisti presero a insediarsi sulle rive del Richelieu. Durante la ribellione del Basso Canada del 1837, le battaglie di Saint-Denis e di Saint-Charles ebbero luogo lungo il fiume Richelieu.

### Economia
Nel corso del XIX secolo il divenne una importante via d'acqua di scambi commerciali al posto di una via per trasporti di guerra. Nel 1843 terminò la costruzione del canale Chambly, che consente di aggirare le rapide del fiume facilitando i trasporti di marci quali tronchi segati, legno, fieno e carbone dal Cnana agli Stati Uniti. Dopo il primo, fu creata una rete di canali, che permise di collegare il fiume al fiume Hudson e quindi a New York. Sorel e Saint-Jean-sur-Richelieu, entrambe incorporate negli anni 1850, sorsero come diretto risultato dell'incremento del traffico commerciale sul fiume Richelieu.

### Sviluppo ferroviario
Verso la fine del XIX secolo le ferrovie rimpiazzarono abbondantemente il fiume come arteria commerciale. Un tragico episodio di interferenza fra i due sistemi di trasporto ebbe luogo nel 1864, quando un treno che trasportava immigrati polacchi e tedeschi cadde da un ponte mobile sul fiume, avendo il macchinista ignorato un segnale di stop; ne conseguirono 99 decessi di passeggeri del treno e un centinaio di feriti.

### Turismo

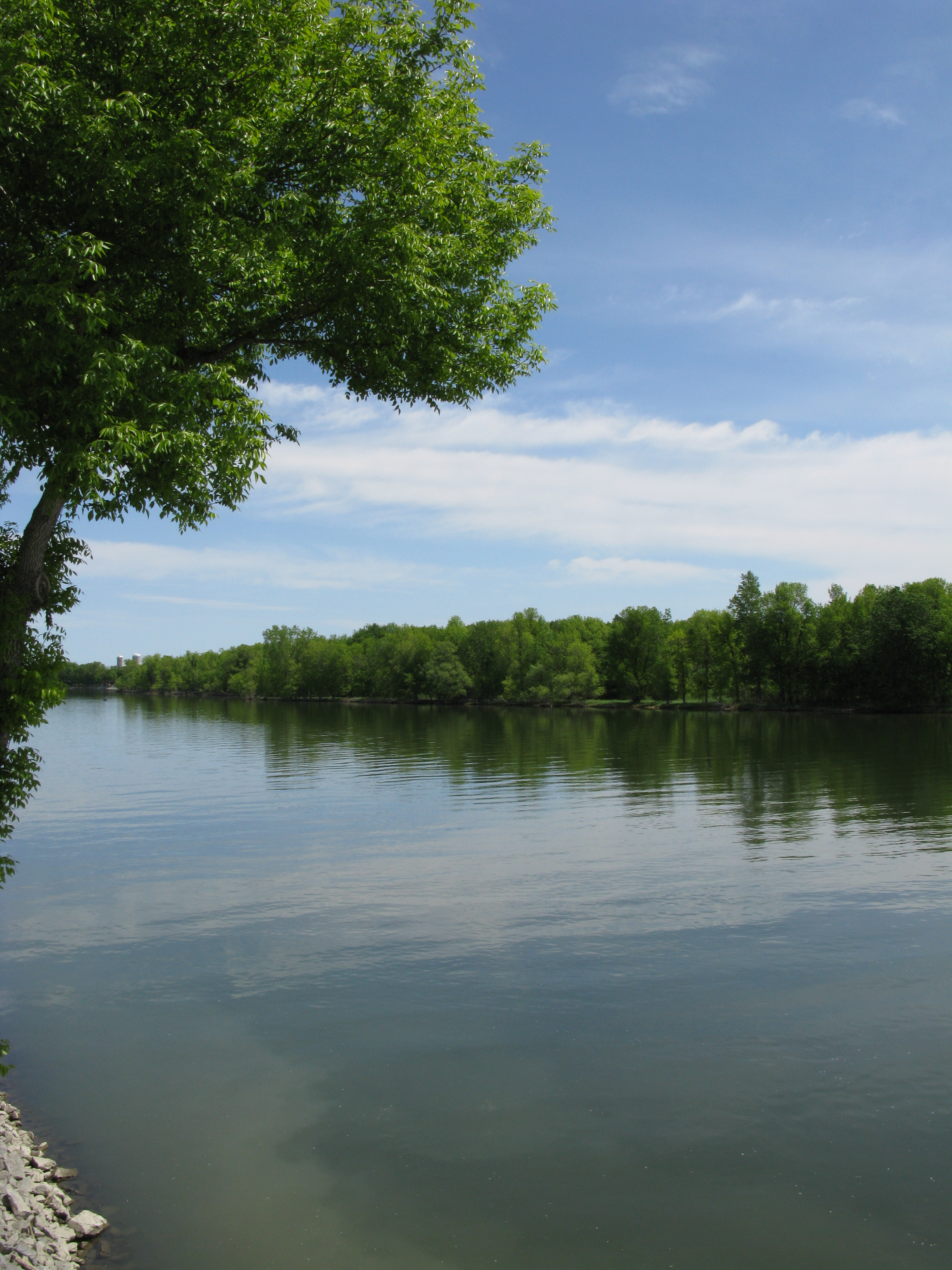
Il fiume nel territorio di Saint-Marc-sur-Richelieu.

I turisti visitano New York e Montreal grazie al fiume. Il suo contributo alla prosperità regionale è cruciale e, a metà del secolo, Saint-Jean divenne il più importante porto fluviale del Quebec e del Canada. La risorsa ha ampiamente superato l'attività commerciale generata dal Richelieu, che è considerato un "corridoio ereditato".
Il fiume, che attraversa aree densamente popolate come anche molte aree agricole, è una sfida ecologica, specialmente nel bacino di Chambly. Negli ultimi anni misure riguardanti il trattamento delle acque reflue hanno ridotto la presenza di certi inquinanti.

### Esondazioni
Il fiume Richelieu è esondato nella primavera del 2011, danneggiando o distruggendo più di 3000 abitazioni nel Quebec e almeno 750 in Vermont.